# Robin Breitbach
Robin Breitbach (* 5. März 1982 in Hamburg) ist ein ehemaliger deutsch-schweizerischer Eishockeyspieler, der während seiner aktiven Karriere unter anderem für die Kloten Flyers, den HC Ambrì-Piotta und Genève-Servette HC in der National League A auf der Position des Verteidigers gespielt hat.

## Karriere
Robin Breitbach, der in Hamburg geboren wurde, wuchs in der Schweiz auf und erlernte in der Jugend des EHC Visp das Eishockey spielen. In der Saison 1999/2000 wurde der gebürtige Hamburger vom EHC Kloten erstmals in der Nationalliga eingesetzt, spielte aber noch zwei weitere Jahre auch für Jugendmannschaften des Clubs. Im Spieljahr 2001/02 bestritt er seine erste vollständige Saison in der höchsten Schweizer Liga. Während der Spielzeit wechselte der Verteidiger zum HC Ambrì-Piotta, für den er auch in der Folgesaison zeitweise aktiv war. Ab Jahresbeginn 2003 spielte der links schießende Verteidiger für den Genève-Servette HC. Die Saison 2004/05 fiel Breitbach aufgrund einer schweren Verletzung, die er sich in der Vorbereitung zugezogen hatte, komplett aus. Eine Spielzeit später gelang ihm mit dem Club erst in der Relegation der Klassenerhalt in der NLA.
Im Januar 2011 unterschrieb Breitbach einen Vertrag bei den ZSC Lions für zwei Jahre, der ab der Saison 2011/12 galt. Allerdings beendete er im Februar 2012 seine Spielerlaufbahn verletzungsbedingt, nachdem Breitbach für die Zürcher kein NLA-Spiel absolviert hatte.

### International
Bereits im Jugendbereich bestritt Breitbach einige Spiele und Turniere für deutsche Juniorenauswahl-Teams des DEB. So nahm er unter anderem an den U18-Weltmeisterschaften 1999 und 2000 teil. Im Seniorenbereich spielte er bei der Weltmeisterschaft 2007 für Deutschland, als er vom damaligen Bundestrainer Uwe Krupp erstmals in den A-Kader berufen wurde und mit dem Team den Klassenerhalt schaffte.

## Karrierestatistik

### International
Vertrat Deutschland bei:
- U18-Junioren-Weltmeisterschaft 1999
- U18-Junioren-Weltmeisterschaft 2000
- Weltmeisterschaft 2007

(Legende zur Spielerstatistik: Sp oder GP = absolvierte Spiele; T oder G = erzielte Tore; V oder A = erzielte Assists; Pkt oder Pts = erzielte Scorerpunkte; SM oder PIM = erhaltene Strafminuten; +/− = Plus/Minus-Bilanz; PP = erzielte Überzahltore; SH = erzielte Unterzahltore; GW = erzielte Siegtore; 1 Play-downs/Relegation; Kursiv: Statistik nicht vollständig)